# منتخب المكسيك للكرة اللينة للسيدات
منتخب المكسيك للكرة اللينة للسيدات (بالإسبانية: Selección femenina de sóftbol de México)‏ هو ممثل المكسيك الرسمي في المنافسات الدولية في كرة لينة للسيدات
.